# Minorant
Minorant är ett begrepp inom mängdteori. Om en mängd M är nedåt begränsad, kallas varje tal som är mindre än alla element i M för minorant till mängden M. Den största minoranten (om den finns) kallas infimum.
Motsvarande beteckning för tal större än alla element i en mängd är majorant.